# Шванебах, Христиан Антонович
Христиан Антонович Шванебах (нем. Christian Joh. Alex. von Schwanebach; 1808 или 1809 — 1872) — директор Санкт-Петербургской сберегательной кассы; секретарь (1829—1843) и чиновник по особым поручениям (1843—1856) при принце П. Г. Ольденбургском; тайный советник.
Его племянники: Борис и Фридрих Антоновичи Шванебах.

## Биография
Родился в Кронштадте в многодетной семье Антона Фёдоровича Шванебаха (нем. Anton Johann Samuel von Schwanebach; 1768—1822); от брака (Санкт-Петербург, 01.02.1792) с дочерью петербургского биржевого маклера Магдаленой Шарлоттой (Еленой Ивановной) Шпальдинг (26.11.1770, Любек — 01.10.1849, Андрейково, Псковская губерния) имел тринадцать детей. «Русский биографический словарь» датой рождения называет 25 мая 1808 года, «Петербургский некрополь» — 23 мая 1809 года.
В 1829 году, окончив с золотой медалью Царскосельский лицей, поступил секретарём к принцу Петру Георгиевичу Ольденбургскому и оставался в этой должности до своей смерти. Был его ближайшим сотрудником и посредником при разборе нуждающихся и при раздаче денежных благотворительных средств, достигавших часто весьма крупных размеров. Некоторое время он был также директором состоящей при Санкт-Петербургском воспитательном доме сохранной казны, до передачи её в 1859 году в министерство финансов. В 1865—1869 годах он также состоял при принцессе Терезии Ольденбургской, супруге принца Петра Георгиевича, в течение пребывания её за границей (Италия, Гейдельберг, Прага). Российское подданство принял только в 1862 году (свидетельство Санкт-Петербургской управы благочиния от 14.05.1862 за № 16698).
С 29 декабря 1850 года состоял в чине действительного статского советника, с 1871 года — тайный советник. Был казначеем Императорского Вольного экономического общества.
Был награждён российскими орденами Св. Станислава 1-й степени (1853), Св. Анны 1-й степени (1856; императорская корона к ордену — 1868), а также Св. Владимира 4-й степени за XXXV лет (1865). Имел иностранные ордена: Ольденбургский Заслуг 2-й степени (1853) и Адольфа 1-й степени (1862).
Умер 18 (30) мая 1872 года. Похоронен на Смоленском лютеранском кладбище.
Жена (с 12.01.1846): Елизавета (София Юлиана Лючия) Евстафьевна фон Шванебах (10.07.1826—05.08.1905), дочь Иоанна Густава Зельгейма. 